# Umtiza listerana
Genre
Espèce
Classification phylogénétique
Umtiza listerana est une espèce de plantes à fleurs dicotylédones de la famille des Fabaceae, sous-famille des Caesalpinioideae, originaire d'Afrique australe. C'est l'unique espèce acceptée du genre Umtiza (genre monotypique) 